# Хайд, Эдвард (губернатор)
Э́двард Хайд (англ. Edward Hyde; 1667 — 8 сентября 1712) — британский колониальный чиновник, 1-й губернатор провинции Северная Каролина с января по сентябрь 1712 года. В 1711 году Хайд принял управление северной частью провинции Каролина, которая ранее управлялась заместителем губернатора Каролины, но на временном положении, поскольку не имел необходимых документов. Лорды-собственники колонии в том же году решили разделить колонию на две части и назначить Хайда независимым губернатором Северной Каролины, но это решение было юридически оформлено только в январе 1712 года. На его период правления пришлись события восстания Кэри и война с индейцами тускарора.

## Ранние годы
Хайд родился предположительно в фамильном поместье Норбери-манор в графстве Чешир. Он унаследовал поместья Норбери и Хайд от своего отца Роберта, который умер в 1670 году. Его матерью была Филис (-1668), дочь Ральфа Снейда из Кила и Брэдвелла, родом из Стаффордшира, которая владела в качестве приданного собственностью в Йоркшире. Семья Хайдов имела хорошие связи, в частности, с королевой Марией II и королевой Анной. Матерью обеих королев была Анна Хайд, первая жена короля Якова II и дочь Эдварда Хайда, 1-го графа Кларендона. У королев и у Хайда был общий предок, Роберт Хайд (-1528). Старший сын Роберта, Хэмнет, был прямым предком Эдварда Хайда, а третий сын, Лоуренс (-1590), стал дедом 1-го графа Кларендона и прадедом королев Марии и Анны.
Хайды владели поместьем Хайд ещё со времён нормандского завоевания Англии, а поместье Норбери получили чрез брак при Генрихе VIII. Мать Хайда умерла через год после его рождения, а отец через три года. У него было две сестры, Анна и Пенелопа, и все трое воспитывались в Дентоне у бабушки Анны Брук Хайд до самой её смерти в 1687 году. 23 ноября 1683 года Хайд поступил в Оксфордский университет (в Крайст-Чёрч-Колледж), но не получил научной степени. О его юности известно очень мало. Его дед поддержал парламент в годы Английской революции, за что после Реставрации был оштрафован на 3000 фунтов. Эти деньги были взяты в долг, и Хайду. Когда он достиг совершеннолетия, пришлось выплачивать этот долг кредиторам. В 1690 или 1691 году он был вынужден продать Норбери-Манор, которым Хайды владели 450 лет, а также всю собственность в Йоркшире. Полученных денег было достаточно для выплаты долгов, но финансовые трудности Хайда продолжались, и в 1708 году он жаловался, что его ждёт разорение.
Попав в трудное положение, Хайд обратился за помощью к своему родственнику, Лоуренсу Хайду, 1-му графу Рочестеру (сыну 1-го графа Кларендона), одному из ведущих политиков партии тори. В июле 1702 года при протекции Лоуренса королева Анна назначила Хайда маршалом Ямайки, с правом пребывания в Англии и управления через своего представителя. Должность не была доходной, так как уже в 1704 году Хайд обращался в Торговую палату с просьбой помочь получить причитающиеся ему деньги. В 1708 году он попросил королеву назначить его губернатором Каролины, в чём его поддержал граф Рочестер, который так же обратился за содействием к Лордам-собственникам Каролины. В то время должность губернатора колонии занимал полковник Эдвард Тинт, но было вакантно место заместителя губернатора в Северной Каролине. В 170 году лорды-собственники велели губернатору назначить Хайда на эту должность. Хайд попросил у королевы 146 фунтов на переезд в Америку со всей своей семьёй, и 4 апреля 1709 года эта сумма была получена. Королева так же выдала ему, его семье и слугам (всего 15 человек), разрешение жить на борту корабля HMS Kinsale, который следовал в Вирджинию. 13 августа 1710 года корабль бросил якорь в устье реки Джеймс и Хайд прибыл в Уильямсберг, где его принял губернатор Вирджинии, Александр Спотсвуд.

## Восстание Кэри
В Вирджинии Хайд узнал, что губернатор Тинт умер, и не сможет официально назначить его своим заместителем в Северной Каролине. Кроме того, волнения начались в самой Каролине. В 1701 году Англиканская церковь получила статус официальной церкви в колониях (с правом получения доходов от налогов), что вызвало протест квакеров. Противники англиканства (и власти лордов-собственников) сплотились вокруг Томаса Кэри, претендента на должность заместителя губернатора, а их противники сгруппировались вокруг другого претендента, Уильяма Гловера. Кэри смог победить Гловера, который со своими сторонниками бежал в Вирджинию. Прибытие Хайда без соответствующих документов ещё больше запутало положение. Было очевидно, что лорды-собственники желают видеть его на месте заместителя губернатора, но без документов он не мог официально занять эту должность. Узурпатор Кэри отказался признать Хайда и начал вооружать своих сторонников. К нему примкнули все те, кто не хотел видеть Хайда, как явного тори, губернатором. Хайд остался в Вирджинии и стал ждать решения из Лондона. Между тем стало поступать всё больше сведений о желаниях лордов-собственников и королевы Анны, и положение Кэри становилось всё менее надёжным. Наконец, он согласился на компромисс: Хайду предложили временно занять должность Председателя Совета, вплоть до окончательного решения лордов-собственников. Хайд переехал в Северную Каролину и поселился на плантации Уильяма Дакенфильда на Сэлмон-Крик. Дакенфилд был его родственником, сторонником, и соседом ещё в Чешире.
В это время в Англии лорды-собственники решили, что губернатор Северной Каролины должен быть полностью независим от губернатора Южной Каролины: это решение было принято 7 декабря 1710 года. Хайд был определён ими на эту должность, но в то время назначенный собственниками губернатор должен был утверждаться лично королевой, поэтому на все формальности ушёл почти год.
22 января 1711 года Хайд возглавил правительство колонии, которая была расколота на две враждующие группировки, а Хайду не хватало талантов политика для гармонизации отношений. В марте была созвана Ассамблея, которая отменила все законы, введённые после 1708 года, и ввела ещё более жёсткое регулирование церковной жизни. Это вызвало протесты сторонников Кэри. Сам Кэри был арестован по обвинению в нарушении закона, но сбежал, собрал сторонников, и объявил себя правителем колонии. Они собрались в округе Бат на реке Бат-Крик, где построили укрепление. Хайд собрал вооружённый отряд и отправился в Бат, но позиция Кэри оказалась слишком сильной, и Хайд вернулся обратно. Кэри снарядил два корабля и атаковал Хайда в Албемарле, но атака была отбита, а оба корабля захвачены. Губернатор Спотсвуд предложил начать переговоры при своём посредничестве, но Кэри отверг предложение, и тогда Спортсвуд отправил вооружённый отряд на помощь Хайду. 17 июля 1711 года HMS Enterprize высадил в Северной Каролине отряд в 55 человек. Сторонники Кэри не решились стрелять в королевских солдат и разошлись. Кэри бежал в Вирджинию, где был схвачен и брошен в тюрьму. Хайд стал в полной мере галвой колонии, но всё ещё без документов. В июле его жена отправилась в Англию, вероятно, для решения этого вопроса.

## Губернатор Северной Каролины
24 января 1712 года назначение Хайда независимым губернатором было официально подтверждено, и его жена сразу же отправилась в колонию с официальными документами. 2 мая 1712 года они были представлены Совету колонии, и Хайд официально принёс клятву губернатора. К тому времени Северная Каролина уже вела войну с индейцами тускарора. 22 сентября 1711 года индейцы напали на округ Бат, возможно, по наущению сторонников Кэри. Политический раскол мешал Хайду организовать сопротивление, а квакеры вообще отказались принимать участие в боевых действиях. В октябре генерал Томас Поллок с отрядом в 200 человек выступил против индейцев, но этот поход собрался. Вирджиния медлила с помощью, но Южная Каролина прислала вооружённый отряд и 33-х колонистов и 495 индейцев под командованием капитана Барнвелла. В ноябре Ассамблее пришлось вернуть в правительство несколько человек, исключённых оттуда Хайдом. В январе 1712 года южнокаролинцы атаковали поселения тускарора, а Ассамблея Северной Каролины постановила собрать отряд в 200 человек для помощи Банвеллу, но удалось собрать только 66 человек, и позже ещё 70. Барнвелл написал властям Южной Каролины не винить Хайда за бездействие, поскольку, по его словам, в колонии с его властью почти не считаются.
Хайд осознал, что ресурсы колонии уже на исходе. В июле Ассамблея издала закон о воинском призыве, но его невозможно было привести в исполнение. Тогда 31 июля Хайд издал прокламацию, которая амнистировала всех участников восстания Кэри кроме самого Кэри и четырёх его сторонников. Он объявил, что лично возглавит армию, и разместит свой штаб в Бате, ближе к месту боевых действий. Однако, летом 1712 года в колонии началась эпидемия жёлтой лихорадки, которой 1 сентября заразился сам Хайд. 8 сентября он умер на своей плантации у Албемарлского залива. Поскольку намерения лордов-собственников были неизвестны, Ассамблея назначила Томаса Поллока временно исполняющим обязанности губернатора. Предположительно, Хайд был похоронен на территории плантации, которую он арендовал в современном округе Берти.

## Потомки
В 1692 году Хайд женился на Кэтрин Ригби, дочери Александра Ригби из Ланкашира. У них было четыре ребёнка: Анна (родилась в 1693), Пенелопа (родилась в 1697), Дерби Лоуренс (1700—1711) и Эдвард, который умер холостяком в Испании. Кэтрин управляла владениями Хайда в колонии до 1713 года, после чего вернулась в Англию, в Хайд-Холл. В 1714 году её старшая дочь Анна вышла замуж за Джорджа Кларка, который был губернатором Нью-Йорка с 1736 по 1743 год. Кэтрин тоже переехала в Нью-Йорк, где и умерла в 1738 году. Она была похоронена в склепе у Тринити-Чёрч. Анна осталась единственным потомком Эдварда Хайда, поэтому через неё поместье Хайд перешло к Кларкам, и они стали именоваться фамилией Хайд-Кларк.

## В топонимике
Округ Хайд в Северной Каролине был назван в честь Хайда в 1712 году, изначально как секция округа Бат, а затем как отдельный округ.